# Lee Yu-bin
Lee Yu-bin (n. 23 aprilie 2001, Bucheon, Coreea de Sud) este o sportivă ce a reprezentat Coreea de Sud, medaliată olimpică. A participat la 2 ediții ale Jocurilor Olimpice (2018, 2022) în care a câștigat o medalie de aur și o medalie de argint.